# 捷熱
捷熱能源股份有限公司或JERA 是一家经营能源业务的日本公司。该公司是東京電力和中部電力的合资企业，专注于日本的火力发电和天然气业务，其液化天然气（LNG）的接受处理量是世界上最大的 。

## 概述
JERA由东电控股子公司東京電力燃料及發電 (东电FP，TEPCO FP)和中部电力各出资50%，负责燃料上游开发、采购、贸易和运输到火力发电站的建设和运营。其产生的电力销售给售电公司（東京電力能源夥伴 、中部電力Miraiz等）。公司名称JERA是Japan (日本)、 energy (能源)以及era (时代）的缩写组合，具有“日本能源的新时代”的含义

## 业务内容
JERA公司的业务内容如下 ：
- 燃料业务投资燃料上游业务、燃料运输及燃料贸易业务
- 海外发电业务海外发电业务投资等
- 国内火电、燃气业务国内电力、燃气销售等

其中国内火电和燃气业务占公司营业额的大部分。

### 国内火电、燃气业务
截至2020年4月，JERA在日本的火力发电设施装备容量为65,480兆瓦 (MW)，是第二名關西電力 (15,770MW)的四倍多 。另外，JERA2020财年在日本接收了约1570万吨煤炭、约3127万吨液化天然气，并在日本发电2446亿千瓦时 。向零售电力和燃气零售商出售电力和燃气，销售额超过2兆3,734亿日元。JERA最大客户是東京電力能源夥伴，占销售额的51.8%，第二位是中部电力Miraiz，占销售额的27.2%。

## 历史

### 东京电力火电合作伙伴
2011年3月11日，东电运营的福岛第一核电站在東北地方太平洋近海地震中受损，导致福岛第一核电站事故。这次事故之后，JERA的概念立即诞生了 。当时东电内部年轻派可儿行夫等人提案将东电系统中非核电部门从东电分离，作为一家私营、独立的火力发电公司运营，但这一提议激怒了时任东电董事长勝俣恒久，将可儿调职到澳大利亚 。
2012年，为防止东电破产而成立的核能損害賠償機構（现为核能損害賠償、廢爐等支援機構）向东电投资了1万亿日元，成为东电最大股东。6月，东电董事长勝俣恒久、社长西泽敏夫等人辞职，核能損害賠償機構任命嶋田隆被为经营改革本部事務局長，任命嶋田的理由是“他没有完全融入东电企业文化”，可儿行夫在嶋田上任后得以重返东电总公司。
与此同时，由于东电暂停所有核电站 (17座反应堆)的运行，并以火力发电取代，导致东电的燃料成本比福岛事故前高出一倍 (每年约3万亿日元)。而且考虑到东电的信用风险，海外资源公司提高东电的燃料采购价格，并要求日本政府为与东电的交易提供担保。另外东电也很难筹集资金翻新老旧的火电厂 。因此，东电被迫分享首都圈市场，以在燃料和火力发电业务上与其他公司合作。
之后东电于2013年底制定的“新・综合特别事业计划”指出：“在东电的倡议下，将在从上游燃料到发电的整个供应链上推行战略共享和资本联盟。基于这个前提，东电将与联盟伙伴形成全面的业务联盟，并采取诸如高度整合双方设施和运营等措施。”该“特别事业计划”与一般公司的经营计划不同，是东电获得核能損害賠償機構支持的条件，由该机构与东电共同制定，并获得经济产业大臣核定。从2014年3月开始，东电开始招募合作伙伴，以建立燃料和火力发电业务的全面合作伙伴关系。3月中旬，东电向中部电力、東京瓦斯、关西电力、大阪瓦斯和JX控股（现为ENEOS控股 ）发出了合作提案。

### 中部电力进军首都圈
2009年时任中电社长三田敏雄担心，如果推进电力自由化，中电可能会陷入东电和关西电力的夹击，因此决定与电源开发合作将业务扩展到首都圈。原先电源开发很热情，但由于2010年中电社长更换为水野明久，以及2011年发生的东日本大地震，向首都圈的扩张暂时停止 。福岛事故后，东电于2012年1月宣布，由于火力发电燃料成本上涨，将把高压和特高压电的价格平均提高约17%。之后中电开始收到首都圈地区的客户关于供电的询问。当时，由于电力供需形势严峻，中电拒绝了向首都圈供电的询问。
2013年，东电以每度电9.53日元的价格征集未来的基本负载电源。尽管如此，很少有企业响应，在2,600MW的招募中，只收到了680MW的申请，其中650MW来自中电 。中电提出在东电拥有的常陸那珂火力發電廠建设一座650MW的燃煤发电设施，耗资约800亿日元，其中大部分建设费用由中电承担。作为支付建设成本的交换条件，中电可以分得该设施生产的部分电力，并在首都圏自行出售 。同年8月，中电宣布计划从三菱商事收购为首都圏地区的高压和超高压客户提供电力的钻石能源。10月，中电获得了钻石能源的经营权，并正式将业务扩展到首都圏地区。
2014年3月，中电收到了东电根据“新・综合特别事业计划”提出的全面合作提案。从那时起，由时任副社長胜野哲领导的经营战略总部每天就全面联盟的利弊进行讨论。如果同意全面联盟，就能扩大在首都圏地区的销售，但有人担心全面联盟可能会导致被东电控制。最终，时任社长水野明久在“改革就是机遇”的理念下决定成为东电的全面联盟合作伙伴，当时中电的管理团队认定：“如果东电无法履行为首都圈提供稳定供电的职责，中电将别无选择，承担这一职责。” 同时中电认为重启核电站的关西电力将向中部地方扩张，而中电别无选择，只能向首都圏、海外火力发电扩张。不过据说中电的真实意图是“只有在东电正在衰弱的情况下，我们才能借机向首都圏扩张。” 

### JERA的诞生
在东电提出全面联盟建议的五家公司中，有一种观点认为東京瓦斯最受青睐。1967年東京瓦斯与东电共同决定首次在日本引进液化天然气，此后两家公司开始联合采购液化天然气和运营液化天然气接收站。2014年5月東京瓦斯表示：“如果东电和我们继续合作，将实现最佳的整体优化。但这取决于东电的想法。”然而同年9月，東京瓦斯通知东电，其将退出合作伙伴候选名单 。此时，东电的合作伙伴已被确定为中电 。
2014年10月，东电社长广濑直己与中电社长水野明久共同召开新闻发布会，宣布将就火力发电全面联盟进行讨论。2015年2月，两家公司同意全面结盟。4月，两家公司成立了JERA。公司名称“JERA”是東電提出的。 两家公司各持有JERA50%的股份，原东电的内藤義博担任第一任董事长，原中电的垣見祐二担任第一任社長。JERA初始资本为4.8亿日元，员工人数约50人。最初的业务包括上游燃料开发和采购业务、新建和翻新国内火电厂，以及海外电力业务开发。此后，两家公司一直致力于将其燃料和火力发电业务整合至JERA。 10月，燃料运输业务和燃料贸易业务整合至JERA，次年7月完成燃料上游业务、燃料采购业务、海外发电及能源基础设施业务整合。

### 现有火电厂整合

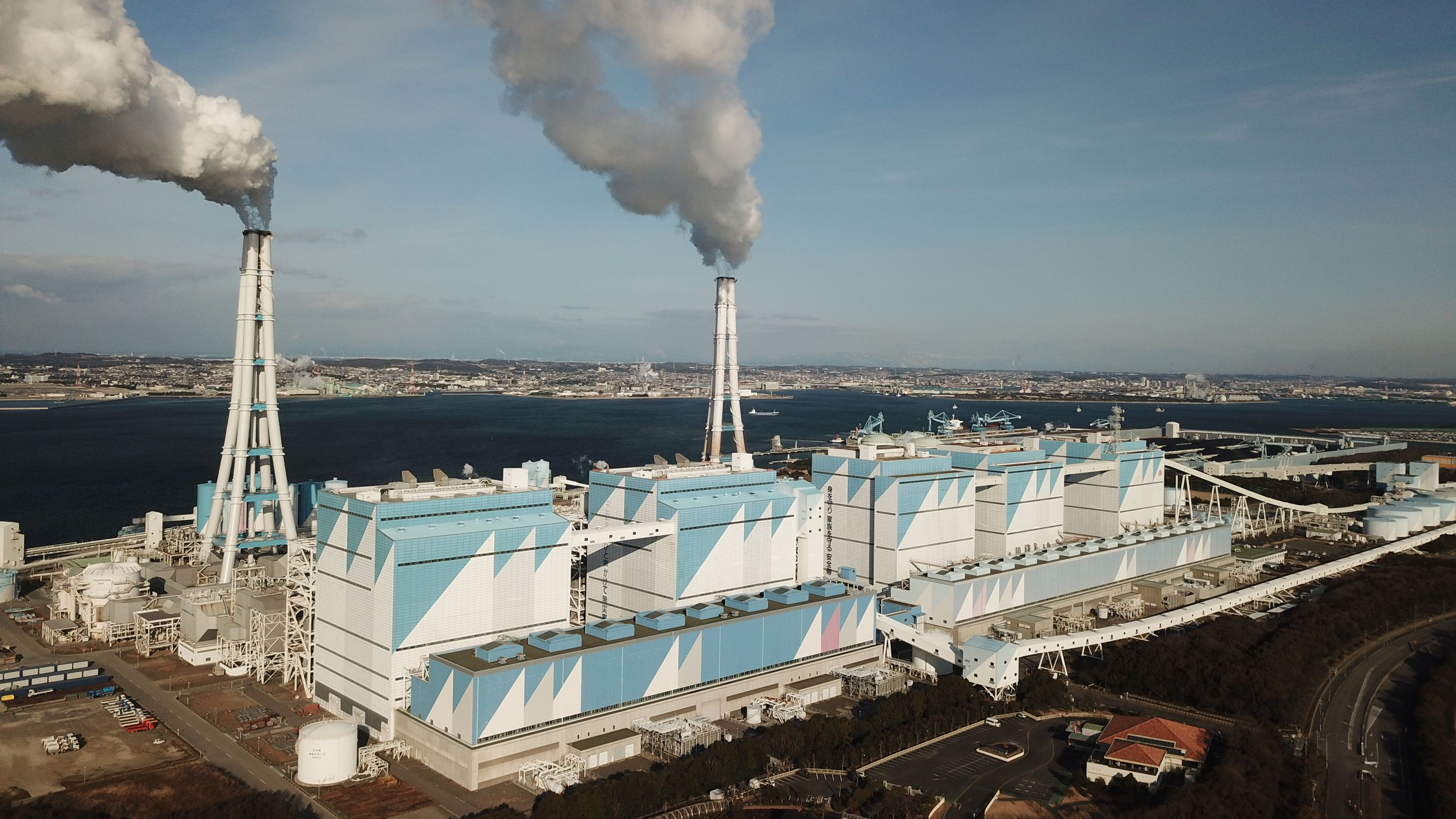
。是世界上最大的燃煤发电厂之一，也是中电的“竞争力源泉”之一。于2019年4月成为JERA发电厂。

JERA成立时中电尚未决定将拥有的火电厂并入JERA。在2015年2月的公告中表示将继续考虑火电厂是否并入JERA  ，这相当于搁置了该议题，主要原因是中电的电力来源主要是火力发电。1970年代石油危机后，日本的电力公司都将发展重点放在核能发电上，但中电在濱岡核電廠於1976年开始运营之后，核电发展就陷入困境，中电的芦滨核能发电站与珠洲核能发电站计划都被迫中止，使中电只能继续依靠火力发电。之后中电通过电厂运营和燃料采购上的努力，降低火电发电成本，让火力发电成为中电的竞争力来源，将作为竞争力来源的火电厂转让给与东电的合资企业是否符合自身利益，是中电必须谨慎考虑的问题 。
东电最初提议东电和中电以接近成本价的价格从合资公司购买电力，即不给合资公司留下任何利润，但中电社长对此持保留态度 。此外，传出经济产业省向JERA表达了“希望JERA承担与福岛相关的尽可能多的费用”，也就是经产省和东电打算利用JERA来产生福岛第一核电站的赔偿和退役资金，中电认为在此背景下将其火电厂转移给JERA没有任何意义 。
由于经产省和东电除了火力发电领域外，还计划在核电、输配电领域与其他公司建立联盟，他们有必要透过JERA展示一个“成功模式”。因此经产省与东电改变态度，2017年5月经产大臣批准的东电控股“新新・综合特别事业计划”中，就赞扬JERA的“独立企业文化”和“健全的管理和财务结构”并能够进行“自主经营”。东电随后与中电签订合约，保证将采取“不限制JERA商业活动的措施” 。内容如下：（1）将为JERA制定“股息规则”，以限制需要赔偿和核电站退役资金的东电以股息的形式吸收JERA增长所需的资金；（2）如果东电的财务状况变得更糟，中电可以购买JERA的股份并完全控制该公司。
针对这一合约的签订，中电最终决定将其拥有的火电厂并入JERA。当时，公司内部有人警告“此举会导致中电的火电厂被经产省和东电完全控制” 中电员工表示：“我加入中电是因为我想在中部地方过上稳定的生活，而不是在世界各地工作。”然而中电
依旧于2017年6月与东电集团旗下火力发电公司--东电FP签署了合资协议，整合双方持有的火力发电业务，之后该合资协议在股东大会上获得批准。2019年4月，作为整合的最后阶段，东电FP和中电的所有火电厂和液化天然气接收站都转移到JERA。此外，中电还向JERA追加出资3350亿日元，将东电FP和中电在JERA的持股比例维持在50:50。

### 扩大可再生能源使用
从2014年起，东电和中电用了五年时间，终于完成火力发电业务的完全整合。然而在此期间，可再生能源的发电成本在逐渐下降，可再生能源的使用在全球迅速普及，对排放大量二氧化碳导致全球暖化的燃煤发电形成了不利局面。导致JERA在火力发电业务全面整合之前就被迫摆脱对火力发电的过度依赖。
2018年12月，JERA宣布将投资200亿日元用于海外海上风电项目，同时据报道JERA已开始在日本对海上风电投资进行调查。过去2015年时该公司宣布经营目标是成为“化石燃料采购和火力发电业务世界第一的公司”，但在2019年2月的公告中，JERA的新愿景改变为“成为液化天然气和可再生能源领域的全球领导者，从而实现绿色能源经济 ”。

### 参与售电业务
2024年5月，JERA宣布将通过子公司JERA Cross参与售电业务，JERA表示将协助需要脱碳的企业制定和实施脱碳计划，而JERA将提供实施该计划所需的能源给客户企业 。 《电气新闻》报道称，对JERA进入售电市场，各电力公司都处于不安状态” 。

### 年表
- 2014年10月7日：東電与中電就包含火力发电事业达成联盟協議。[11]
- 2015年
  - 2月9日：東電与中電就联盟協議締結合約。[26]
  - 4月30日：東電与中電就合約成立JERA，会長为東電出身的内藤義博，社長为中電出身的垣見祐二。[27]
  - 10月1日：JERA继承東電与中電的燃料輸送事業。
- 2016年7月1日：JERA继承東電FP与中電的燃料开发、采购、海外发电事業。
- 2017年
  - 1月6日：JERA采购美国産LNG运抵中電上越火力發電廠，此为美国産LNG（阿拉斯加以外）首次輸入日本。
  - 4月：JERA与法国電力公司--法国电力集团的煤炭船贸易部門統合为JERA贸易 (现JERA全球市场，JERA Global Markets)。
  - 6月8日：東電FP与中電达成既有火力发电事業統合并締結合約。
- 2018年
  - 6月27日：確定将于2019年4月将東電FP与中電既有火力发电事業統合。
  - 12月28日：JERA宣布将首次投资海外海上风电项目。
- 2019年4月1日：東電FP与中電既有火力发电事業統合完成。[35]
- 2022年
  - 3月31日：关闭大井火力发电厂。[42]
  - 8月5日：在已除役的武豐火力發電廠建设启用武豐火力發電廠5號機机组。[43]
- 2023年
  - 6月30日：在已除役的橫須賀火力發電廠建设启用橫須賀火力發電廠新1号機组。[44]
  - 12月22日：橫須賀火力發電廠新2号機组启用。[45]

## 日本据点
JERA总部设于東京都中央区日本橋的日本橋高島屋三井大廈，在千代田区内幸町日比谷国際大楼设置東日本支社，在名古屋市中村区名古屋站前的名古屋JP大樓设置西日本支社。

### 火电厂
由于日本东西電源頻率不同，而東電与中電正好使用不同電源頻率，因此JERA火电厂中，原属于東電的电厂发出的电力为50 Hz，原属于中電的电厂发出的电力则为60 Hz。

#### 50 Hz
| 發電廠名稱         | 商轉年分 | 裝置容量 （MW） | 燃料       | 所在位置             | 备注               |
| ------------------ | -------- | --------------- | ---------- | -------------------- | ------------------ |
| 千葉火力發電廠     | 1957     | 4,380           | 天然氣     | 千葉縣千葉市中央区   | 燃氣機組2000年啟用 |
| 品川火力發電廠     | 1960     | 1,140           | 天然氣     | 東京都品川區         | 燃氣機組2001年啟用 |
| 橫須賀火力發電廠   | 1960     | 1,300           | 石炭       | 神奈川縣横須賀市     | 新1号機2023年啟用  |
| 川崎火力發電廠     | 1961     | 3,420           | 天然氣     | 神奈川縣川崎市川崎区 |                    |
| 橫濱火力發電廠     | 1962     | 3,016           | 天然氣     | 神奈川縣橫濱市鶴見区 | [ 46 ] [ 47 ]      |
| 姊崎火力發電廠     | 1967     | 1,200           | 天然氣     | 千葉縣市原市         |                    |
| 南橫濱火力發電廠   | 1970     | 1,150           | 天然氣     | 神奈川縣横濱市磯子区 | [ 46 ] [ 48 ]      |
| 鹿島火力發電廠     | 1971     | 1260            | 天然氣     | 茨城縣神栖市         | 燃氣機組2014年啟用 |
| 袖浦火力發電廠     | 1974     | 3,600           | 天然氣     | 千葉縣袖浦市         |                    |
| 廣野火力發電廠     | 1980     | 4,940           | 石炭、燃油 | 福島縣双葉郡廣野町   | [ 50 ]             |
| 富津火力發電廠     | 1985     | 5,160           | 天然氣     | 千葉縣富津市         | [ 46 ]             |
| 東扇島火力發電廠   | 1987     | 2,000           | 天然氣     | 神奈川縣川崎市川崎区 | [ 46 ] [ 48 ]      |
| 常陸那珂火力發電廠 | 2003     | 2,000           | 石炭       | 茨城縣那珂郡東海村   |                    |

#### 60 Hz
| 發電廠名稱         | 商轉年分 | 裝置容量 （MW） | 燃料       | 所在位置           | 備註               |
| ------------------ | -------- | --------------- | ---------- | ------------------ | ------------------ |
| 新名古屋火力發電廠 | 1959     | 3,058           | 天然氣     | 愛知縣名古屋市港区 | [ 51 ]             |
| 四日市火力發電廠   | 1963     | 585             | 天然氣     | 三重縣四日市市     |                    |
| 武豐火力發電廠     | 1966     | 1,070           | 石炭       | 愛知縣知多郡武豐町 | 5號機2022年啟用    |
| 知多火力發電廠     | 1966     | 1,700           | 天然氣     | 愛知縣知多市       | [ 51 ]             |
| 西名古屋火力發電廠 | 1970     | 2,376.4         | 天然氣     | 愛知縣海部郡飛島村 | 燃氣機組2017年啟用 |
| 渥美火力發電廠     | 1981     | 1,400           | 重油、原油 | 愛知縣田原市       | [ 53 ]             |
| 知多第二火力發電廠 | 1983     | 1,708           | 天然氣     | 愛知縣知多市       | [ 51 ]             |
| 川越火力發電廠     | 1989     | 4,802           | 天然氣     | 三重縣三重郡川越町 | [ 54 ]             |
| 碧南火力發電廠     | 1991     | 4,100           | 石炭       | 愛知縣碧南市       | [ 56 ]             |
| 上越火力發電廠     | 2012     | 2,380           | 天然氣     | 新潟县上越市       |                    |

#### 除役電廠
仅列出JERA接收后除役的電廠，接收前请见东电与中电条目。
| 發電廠名稱     | 商轉年分 | 除役年分 | 裝置容量 （MW） | 電源頻率 | 燃料 | 所在位置     | 備註   |
| -------------- | -------- | -------- | --------------- | -------- | ---- | ------------ | ------ |
| 大井火力发电厂 | 1971     | 2022     | 1,050           | 50 Hz    | 原油 | 東京都品川区 | [ 42 ] |

### LNG接收站
| 名称            | 所在地               | 容量（万m3） | 備註             |
| --------------- | -------------------- | ------------ | ---------------- |
| 富津LNG基地     | 千葉县富津市         | 111          |                  |
| 袖浦LNG共同基地 | 千葉县袖浦市         | 119          | 東京瓦斯共同基地 |
| 東扇島LNG基地   | 神奈川縣川崎市川崎区 | 54           |                  |
| 根岸LNG共同基地 | 神奈川縣横滨市磯子区 | 14           | 東京瓦斯共同基地 |
| 知多LNG共同基地 | 愛知县知多市         | 23           | 东邦瓦斯共同基地 |
| 川越LNG基地     | 三重县三重郡川越町   | 84           |                  |
| 四日市LNG中心   | 三重县四日市市       | 32           |                  |
| 上越LNG基地     | 新潟县上越市         | 54           |                  |

### 关联电力公司
以下电力公司股权由JERA完全持有，或与其他公司共同持有，其中一部分原股权属于东电或中电，之后转移JERA
- 君津共同火力（日语：君津共同火力）：原东电与日本製鐵 (原八幡製鐵（日语：八幡製鐵）)合资
- 鹿島共同火力（日语：鹿島共同火力）：原东电与日本製鐵 (原住友金屬)合资
- 相馬共同火力發電（日语：相馬共同火力発電）：原东电与東北電力合资
- 常磐共同火力（日语：常磐共同火力）：原东电与東北電力等合资
- 常陸那珂Generation：原中电与东电合资，股权已完全转移给JERA

关联电力公司发电站
| 發電廠名稱             | 擁有者             | 商轉年分 | 裝置容量 （MW） | 燃料                 | 所在位置           | 備註   |
| ---------------------- | ------------------ | -------- | --------------- | -------------------- | ------------------ | ------ |
| 君津共同發電廠         | 君津共同火力       | 1969     | 1,152.9         | 重油、副產物可燃氣體 | 千葉縣君津市       |        |
| 鹿島共同發電廠         | 鹿島共同火力       | 1973     | 1,000           | 重油、副產物可燃氣體 | 茨城縣鹿嶋市       | [ 57 ] |
| 酒田共同火力發電廠     | 酒田共同火力發電   | 1977     | 700             | 石炭、木質生物質     | 山形縣酒田市       |        |
| 新地發電廠             | 相馬共同火力發電   | 1994     | 2,000           | 石炭                 | 福島縣相馬郡新地町 |        |
| 常陸那珂共同火力發電廠 | 常陸那珂Generation | 2021     | 650             | 石炭                 | 茨城縣那珂郡東海村 |        |

## 海外事業
JERA的海外事業包括液化天然气开采、火电厂、風力发电、太陽能發電、氢能开发。JERA目前在台湾投资苗栗縣外海的海洋離岸風力發電場与海能離岸風力發電場，但2023年2月由于評估具有地緣政治風險而退出海鼎離岸風電計畫，不过台湾官员表示JERA并非外界解讀地緣政治因素決定離開台灣，而是因不符公司投資報酬率要求，從一開始便無投注資金在海鼎專案上。6月JERA宣布已完成專案股權轉移，但仍握有海洋、海能風場股权，将继续支持台灣再生能源發展。除了风力发电外，JERA还在台湾投资星元電廠、彰濱電廠和豐德電廠等燃气火电厂。

## 资料来源
1. 1 2 3  . JERA.   [2024-06-25]. （原始内容存档于2024-06-01） （日语）.
2. 1 2 3 4  株式会社JERA. . EDINET. 2021.
3. ↑  株式会社JERA. . 株式会社JERA.   [2022-07-29]. （原始内容存档于2024-06-08） （日语）.
4. ↑  株式会社JERA. . 株式会社JERA.   [2018-11-03]. （原始内容存档于2024-06-08） （日语）.
5. ↑  資源エネルギー庁. . 資源エネルギー庁. 2021-02-26  [2021-03-21]. （原始内容存档于2024-07-17）.
6. ↑  飯山辰之介. . 日経ビジネスオンライン. 日経BP社. 2017-03-29  [2024-06-23]. （原始内容存档于2024-06-09） （日语）.
7. 1 2 3 4  . 選択. 2017, 43 (2): 64-66  [2019-01-12]. （原始内容存档于2021-09-28） （日语）.
8. ↑  江村亮一; 岩崎航. . 日本経済新聞電子版 (日本経済新聞社). 2012-11-05  [2018-12-04]. （原始内容存档于2022-12-06） （日语）.
9. 1 2 3 4  . 日本経済新聞. 2014-10-22  [2019-01-02]. （原始内容存档于2019-09-23） （日语）.
10. ↑  . 選択. 2017, 43 (10): 64-66  [2024-06-23]. （原始内容存档于2024-06-23）.
11. 1 2 3  . 東京電力株式会社・中部電力株式会社. 2014-10-07  [2024-06-23]. （原始内容存档于2021-06-23） （日语）.
12. 1 2 3  . 選択. 2017, 43 (10): 82-83  [2024-06-23]. （原始内容存档于2024-06-23）.
13. ↑  . 選択. 2017, 43 (8): 64-66  [2024-06-23]. （原始内容存档于2024-06-23）.
14. ↑  浜田, 健太郎. . ロイター. 2012-01-17  [2019-09-23]. （原始内容存档于2024-06-09） （日语）.
15. ↑  . 選択. 2012, 38 (4): 80-81  [2024-06-23]. （原始内容存档于2024-06-23）.
16. ↑  . 東京電力株式会社. 2013-02-12  [2024-06-23]. （原始内容存档于2021-06-23） （日语）.
17. ↑  . 日本経済新聞. 2013-11-28  [2018-12-07]. （原始内容存档于2024-06-23） （日语）.
18. ↑  鷺森弘. . 日本経済新聞. 2013-06-17  [2024-06-23]. （原始内容存档于2022-04-07） （日语）.
19. ↑  . 日本製紙株式会社. 2016-09-16  [2024-06-23]. （原始内容存档于2024-03-05） （日语）.
20. ↑  中部電力株式会社. . 中部電力株式会社. 2013-08-07  [2022-07-29]. （原始内容存档于2024-06-23）.
21. ↑  浜田健太郎. . ロイター. 2014-08-18  [2024-06-23]. （原始内容存档于2024-06-09） （日语）.
22. 1 2 3  . 選択. 2015, 41 (3): 78-81  [2024-06-23]. （原始内容存档于2024-06-23）.
23. ↑  山根小雪. . 日経エネルギーNext. 日経BP社. 2017-05-10  [2024-06-23]. （原始内容存档于2024-06-09） （日语）.
24. ↑  . 東京ガス株式会社; 東京電力株式会社. 2009-11-04  [2024-06-23]. （原始内容存档于2021-05-07） （日语）.
25. ↑  中村稔. . 東洋経済新報社. 2014-05-19  [2024-06-23]. （原始内容存档于2021-06-14） （日语）.
26. 1 2 3  . 東京電力株式会社・中部電力株式会社. 2015-02-09  [2024-06-23]. （原始内容存档于2023-11-29） （日语）.
27. 1 2  . 選択. 2015, 41 (10): 60-63  [2024-06-23]. （原始内容存档于2024-06-23）.
28. ↑  丸山崇志. . 中日新聞. 2013-06-21  [2016-08-22]. （原始内容存档于2013-06-22） （日语）.
29. ↑  . FNNプライムオンライン. 2021-12-30  [2024-01-08]. （原始内容存档于2024-01-01） （日语）.
30. ↑  西岡貴司; 中川渉; 秦野貫. . 日本経済新聞 (日本経済新聞社). 2015-04-16  [2024-06-23]. （原始内容存档于2019-04-16） （日语）.
31. 1 2  . J-CASTニュース. 株式会社ジェイ・キャスト. 2015-02-22  [2024-06-23]. （原始内容存档于2021-06-24） （日语）.
32. ↑  . 経済産業省. 2016-11-02  [2018-11-30]. （原始内容存档于2022-08-26）.
33. ↑  志賀優一. . 日本経済新聞. 2017-03-28  [2020-02-24]. （原始内容存档于2022-12-26） （日语）.
34. ↑  . 東京電力フュエル&パワー株式会社・中部電力株式会社. 2017-06-08  [2024-06-23]. （原始内容存档于2021-06-21） （日语）.
35. 1 2  . Bloomberg.com. 2017-03-28  [2024-06-23]. （原始内容存档于2021-03-07） （日语）.
36. ↑  湯浅, 兼輔. . 日本経済新聞電子版. 2019-08-30  [2024-06-23]. （原始内容存档于2019-12-09） （日语）.
37. 1 2  . 日本経済新聞電子版. 2018-12-28  [2024-06-23]. （原始内容存档于2022-12-26） （日语）.
38. ↑  . 日経テクノロジーオンライン. 日経BP社.   [2018-11-03]. （原始内容存档于2016-07-24） （日语）.
39. ↑  . 株式会社JERA. 2019-02-04  [2019-03-06]. （原始内容存档于2024-06-08） （日语）.
40. ↑  . 電気新聞 (30014). 2024-05-28: 1  [2024-06-23]. （原始内容存档于2024-05-27） （日语）.
41. ↑  . 電気新聞 (30016). 2024-05-30: 3. （原始内容存档于2024-05-30） （日语）.
42. 1 2  . 日本経済新聞. 2022-03-31  [2024-06-25]. （原始内容存档于2024-01-31） （日语）.
43. 1 2   (PDF). JERA パワー武豊合同会社. 2022-08-05  [2024-06-24]. （原始内容存档 (PDF)于2023-06-06） （日语）.
44. 1 2  . JERA. 2023-06-30  [2024-06-24]. （原始内容存档于2023-12-07） （日语）.
45. ↑  . JERA. 2023-12-22  [2024-06-25]. （原始内容存档于2024-05-17） （日语）.
46. 1 2 3 4 5 6  List of TEPCO thermal stations 的存檔，存档日期2011-03-19. （英文）
47. 1 2  . Gallery. Power Plants Around The World. 2013-07-13  [2014-03-11].[]
48. 1 2  . Gallery. Power Plants Around The World. 2013-12-08  [2014-03-11]. （原始内容存档于2012-12-04）.
49. ↑  . www.tepco.co.jp. 東京電力.   [2023-12-07]. （原始内容存档于2022-08-19） （日语）.
50. ↑  . Global Energy Observatory.   [2024-06-23]. （原始内容存档于2018-05-01） （英语）.
51. 1 2 3 4   (PDF).   [2015-11-23]. （原始内容 (PDF)存档于2010-06-15） （英语）.
52. ↑  . 中部電力. 2018-03-30  [2022-07-24]. （原始内容存档于2024-06-19） （日语）.
53. ↑  . Gallery. Power Plants Around The World. 2012-06-27  [2014-03-11].[]
54. ↑  . Global Energy Observatory.   [2024-06-24]. （原始内容存档于2017-11-24） （英语）.
55. ↑  . 2001-11-08  [2015-11-23]. （原始内容存档于2011-07-16） （英语）.
56. ↑  . Global Energy Observatory.   [2014-07-19]. （原始内容存档于2014-07-26） （英语）.
57. ↑  . Gallery. Power Plants Around The World. 2014-02-08  [2014-03-11]. （原始内容存档于2014-03-19）.[]
58. ↑  . TechNews 科技新報. 2023-02-14  [2024-06-24]. （原始内容存档于2023-02-14）.
59. ↑  . www.ctwant.com. 2023-06-04  [2024-06-24]. （原始内容存档于2024-06-24）.